# Peter Mattjus
Peter Mattjus, född 12 augusti 1970, är en finlandssvensk biokemist. Hans forskningsintressen är studiet av sfingolipider och lipidtransportproteiner. Hans forskargrupp är mest känd för bidragen till den biokemiska och biologiska rollen av glykolipidöverföringsproteinet, GLTP 

## Utbildning och karriär
Mattjus tog filosofie magistersexamen vid Åbo Akademi 1993 med huvudämnet biokemi och biämnena kemi och biologi. Han tog filosofie doktorsexamen 1996, också det vid Åbo Akademi. Titeln på Mattjus doktorsavhandling är Interaction of cholesterol with sphingomyelins and phosphatidylcholines in model membranes . Hans disputation hölls den 10 maj 1996 med professor Irmin Pascher från Göteborgs universitet som fakultetsopponent. Hösten 1997 – 2002 bedrev han postdoktorala studier under mentorskap av Rhoderick E. Brown vid Hormel Institute vid University of Minnesota i Austin, Minnesota. Mattjus återvände 2002 till dåvarande Institutionen för biokemi och farmaci vid Åbo Akademi och etablerade forskningsgruppen för lipidtransportproteiner. Åren 2002–2007 var han anställd som akademiforskare vid Finlands Akademi. Från 1 augusti 2007 arbetar Mattjus som äldre universitetslektor i biokemi. Sedan 2002 är han också docent i lipidbiokemi. 
Under 2007  och 2013  var Mattjus medförfattare till två artiklar in Nature  som beskriver funktionen hos transferproteinet fyrfosfatadapterprotein FAPP2 .